# Белая Калитва (станция)
Белая Калитва — промежуточная железнодорожная станция Ростовского региона Северо-Кавказской железной дороги, расположена в городе Белая Калитва Белокалитвинского района Ростовской области.
Станция Белая Калитва находится на неэлектрифицированной железнодорожной линии Лихая — Волгоград и входит в состав Ростовского региона Северо-Кавказской железной дороги ОАО «РЖД».

## Деятельность
Через станцию курсируют грузовые поезда, пассажирские поезда дальнего следования и пригородного сообщения. По станции производятся маневровые работы, в том числе для подачи составов поездов на подъездные пути.
Движение грузовых поездов через станцию осуществляется тепловозами 2ТЭ116, пассажирских поездов дальнего следования тепловозами ТЭП70, ТЭП70БС. Пригородное сообщение осуществляется рельсовыми автобусами РА-2.
Имеется двухэтажное здание железнодорожного вокзала, где расположены билетные кассы и зал ожидания для пассажиров, а также надземный пешеходный переход через железнодорожные пути станции.

## Авария в 2013 году
9 мая 2013 года в 1 час 40 минут при приёме на первый главный путь станции грузового поезда № 2035 с локомотивом в голове 3ТЭ116 № 1594/1179 приписки ТЧ-4 Максим Горький Приволжской ж.д. под управлением локомотивной бригады приписки этого же депо допущен сход с рельсов локомотива и 51 вагона, с последующим возгоранием 7 и детонацией 1 цистерны с газом (пропан). Секция «Б» тепловоза № 1594 на боку, в сходе всеми колёсными парами. Секция «Б» тепловоза 2ТЭ116 № 1179 в сходе всеми колёсными парами, на боку, из-за возникновения пожара выгорела полностью. Секция «А» тепловоза 2ТЭ116 № 1594 в сходе всеми колёсными парами, наклонёна под углом 60 градусов к пути. 1-й и 2-й после локомотива полувагоны в сходе всеми колёсными парами, лежат на боку. Следующие 46 вагонов в сходе всеми колёсными парами нагромождёны друг на друга. В результате схода повреждёны до степени исключения из инвентарного парка три секции локомотива, 45 вагонов, 3 вагона повреждёны в объёме капитального ремонта, 3 вагона — в объёме деповского. Одна из секций колёс локомотива от ударной волны буквально пробила внешнюю стену жилого дома, разворотив полквартиры. Число пострадавших в результате пожара составило 52 человека, 18 из них были госпитализированы. Из района ЧП было немедленно эвакуировано около 3 000 человек.

## Сообщение по станции
Пригородное сообщение
| Пригородное сообщение | Пригородное сообщение | Пригородное сообщение | Пригородное сообщение |
| № поезда              | Маршрут движения      | № поезда              | Маршрут движения      |
| --------------------- | --------------------- | --------------------- | --------------------- |
| 6916                  | Лихая — Морозовская   | 6915                  | Морозовская — Лихая   |

Дальнее сообщение:
| Круглогодичное обращение поездов | Круглогодичное обращение поездов | Круглогодичное обращение поездов | Круглогодичное обращение поездов |
| № поезда                         | Маршрут движения                 | № поезда                         | Маршрут движения                 |
| -------------------------------- | -------------------------------- | -------------------------------- | -------------------------------- |
| 113                              | Адлер — Санкт-Петербург          | 114                              | Санкт-Петербург — Адлер          |
| 141                              | Пермь — Симферополь              | 142                              | Симферополь — Пермь              |
| 339                              | Нижний Новгород — Новороссийск   | 340                              | Новороссийск — Нижний Новгород   |

| Сезонное обращение поездов | Сезонное обращение поездов | Сезонное обращение поездов | Сезонное обращение поездов |
| № поезда                   | Маршрут движения           | № поезда                   | Маршрут движения           |
| -------------------------- | -------------------------- | -------------------------- | -------------------------- |
| 241                        | Иркутск — Адлер            | 242                        | Адлер — Иркутск            |
| 251                        | Барнаул — Адлер            | 252                        | Адлер — Барнаул            |
| 269                        | Чита — Адлер               | 270                        | Адлер — Чита               |
| 273                        | Северобайкальск — Адлер    | 274                        | Адлер — Северобайкальск    |
| 469                        | Саратов — Новороссийск     | 470                        | Новороссийск — Саратов     |
| 475                        | Москва — Адлер             | 476                        | Адлер — Москва             |
| 477                        | Челябинск — Адлер          | 478                        | Адлер — Челябинск          |
| 515                        | Ижевск — Анапа             | 516                        | Анапа — Ижевск             |
| 525                        | Саратов — Анапа            | 526                        | Анапа — Саратов            |